# 小行星9763
小行星9763（英語：9763）是一颗围绕太阳公转的小行星。1991年9月13日，亨利·E·霍爾特在帕洛马山发现了此天体。
这颗小行星的绝对星等为179.200761783762等。